# Internationale Opel-Deutschland-Rundfahrt 1931
| Endstand nach der 16. Etappe |                   |                           |
| Sieger                       | Erich Metze       | 138:25:06 h (29,230 km/h) |
| Zweiter                      | Oskar Thierbach   | + 1:12 min                |
| Dritter                      | Nicolas Frantz    | + 4:15 min                |
| Vierter                      | Joseph Mauclair   | + 5:53 min                |
| Fünfter                      | Pierre Magne      | + 5:53 min                |
| Sechster                     | Ludwig Geyer      | + 6:39 min                |
| Siebter                      | Kurt Stöpel       | + 6:59 min                |
| Achter                       | Hermann Buse      | + 11:40 min               |
| Neunter                      | Max Bulla         | + 20:31 min               |
| Zehnter                      | Armand Van Bruane | + 25:08 min               |
| Teamwertung                  | Team Deutschland  | 415:23:13 h               |
| Zweiter                      | Team Frankreich   | + 31:15 min               |
| Dritter                      | Team Mixed        | + 42:59 min               |

Die Internationale Opel-Deutschland-Rundfahrt, eine Vorgängerin der heutigen Deutschland Tour, wurde vom 4. bis 24. Mai 1931 ausgetragen. Sie führte von Rüsselsheim über 3.971,8 Kilometer zurück nach Rüsselsheim, dem Firmensitz des Ausrichters Opel. Bei 16 Etappen gab es fünf Ruhetage. Alle Fahrer starteten auf Rädern der Firma Opel.
Es gingen 36 Fahrer aus sechs Nationalteams an den Start. Diese kamen aus Deutschland, Belgien, Italien, Frankreich, der Schweiz und ein gemischtes Team aus Luxemburg, den Niederlanden und Österreich. Das Ziel erreichten 25 Starter, wobei der Sieger die Distanz mit einem Stundenmittel von 29,230 km/h zurücklegte.
Erstmals seit der Einführung der Rundfahrt wirkte diese internationaler. Mit dem zweimaligen luxemburgischen Tour-de-France-Sieger Nicolas Frantz hatte Sponsor Opel unter der Regie von Organisator Herrmann Schwartz einen echten Hochkaräter verpflichtet. So machte sich nach der siebten Etappe bereits etwas Unmut in der Presse breit, nachdem es bis dahin nur einen deutschen Etappensieger gegeben hatte. Im zweiten Teil der Rundfahrt zeigten die deutschen Fahrer dann ihr Können. Mit Erich Metze und  Oskar Thierbach standen am Ende zwei Deutsche ganz oben auf dem Podium. Zudem sicherte sich das deutsche Team auch souverän die erstmals eingeführte Mannschaftswertung vor der französischen Équipe.

## Etappen
| Etappen    | Tag     | Start – Ziel           | km    | Etappensieger     | Gesamterster |
| ---------- | ------- | ---------------------- | ----- | ----------------- | ------------ |
| 1. Etappe  | 4. Mai  | Rüsselsheim – Freiburg | 284   | Joseph Wauters    | Jef Wauters  |
| 2. Etappe  | Mai     | Freiburg – Ulm         | 269   | Nicolas Frantz    | Erich Metze  |
| 3. Etappe  | Mai     | Ulm – München          | 205   | Joseph Wauters    | Hermann Buse |
| 4. Etappe  | Mai     | München – Schweinfurt  | 296,3 | Joseph Mauclair   | Kurt Stöpel  |
| 5. Etappe  | Mai     | Schweinfurt – Erfurt   | 221,1 | Nicolas Frantz    | ?            |
| 6. Etappe  | Mai     | Erfurt – Dresden       | 231,2 | Albert Barthélémy | ?            |
| 7. Etappe  | Mai     | Dresden – Breslau      | 282   | Albert Barthélémy | ?            |
| 8. Etappe  | Mai     | Breslau – Liegnitz     | 228,1 | Hermann Buse      | ?            |
| 9. Etappe  | Mai     | Liegnitz – Berlin      | 337   | Erich Metze       | ?            |
| 10. Etappe | Mai     | Berlin – Magdeburg     | 268,6 | Albert Barthélémy | ?            |
| 11. Etappe | Mai     | Magdeburg – Hamburg    | 254,4 | Albert Barthélémy | ?            |
| 12. Etappe | Mai     | Hamburg – Bremen       | 269,2 | Kurt Stöpel       | ?            |
| 13. Etappe | Mai     | Hannover – Dortmund    | 215,3 | Kamiel Degraeve   | ?            |
| 14. Etappe | Mai     | Dortmund – Köln        | 272   | Kamiel Degraeve   | ?            |
| 15. Etappe | Mai     | Köln – Trier           | 230,4 | Max Bulla         | ?            |
| 16. Etappe | 24. Mai | Trier – Rüsselsheim    | 182,3 | Erich Metze       | Erich Metze  |